# SEM 25
Das SEM 25 (Sender/Empfänger, mobil) ist ein von ca. 1965 bis 1986 in der Bundeswehr verwendetes VHF-Funkgerät vornehmlich in Fahrzeugen (24 Volt) für den Sprech- und Schreibfunkbetrieb. Es wurde von SEL für Fahrzeuge der Bundeswehr entwickelt und hergestellt. Es wurde ab 1986 durch das SEM 80/90 abgelöst.

## Entwicklung
Die Erstausstattung an taktischen Heeresfunkgeräten der Bundeswehr wurde im Rahmen des Aufbaus aus den USA gestellt. Die eigentlich baugleichen Funkgeräte AN/VRC-8 bzw. 9 und 10 unterschieden sich
in der U.S.Army nach dem dort gültigen Funkkonzept lediglich in den Frequenzbändern für Panzerfahrzeuge, Artillerie
bzw. Infanterie und überlappten sich nur geringfügig. Dieses entsprach dem Konzept amerikanischer Befehlstaktik aber nicht dem der flexibleren deutschen Auftragstaktik, da so Funkkreise quasi durch die Bauweise der Funkgeräte vorgegeben wurden. Ebenso waren die amerikanischen Funkgeräte deren Folgelieferungen in Frankreich gefertigt wurden schwer, unhandlich und hatten nur eine geringe Reichweite. So fiel Anfang der 1960er Jahre die Entscheidung, eine neue Generation taktischer Funkgeräte zu entwickeln. Für die Einrüstung in Fahrzeuge handelte es sich um das SEM 25/EM 25, ein tragbares Gerät wurde als SEM 35 bezeichnet. Die fast vollständig transistorisierten Geräte hatten ein breiteres Frequenzband, waren in Leichtmetallgehäusen verbaut und hatten ein instandsetzungsfreundliches Baugruppenkonzept. Durch das breitere Frequenzband waren diese Geräte im Heer die wesentliche Voraussetzung das Gefecht der verbundenen Waffen führen zu können.

## Aufbau und Komponenten
Das SEM 25 besteht aus drei Baugruppen: 
- Sende-Empfänger-Grundplatte
- Sende-Empfänger
- Sende-Empfänger-Bedienteil (bis zu 10 Meter absetzbar)

Bis auf den Sender ist das Gerät transistorisiert.
Eine reine Empfängerversion ist das EM 25. 
Es besteht aus
- Empfänger-Grundplatte
- Empfänger
- Sende-Empfänger-Bedienteil (wie SEM 25)

Ein SEM 25 kann mit einem EM 25 im Verbundbetrieb
(2 Funkkreise) betrieben werden.
Zwei SEM 25 können zusätzlich zum 2-Funkkreisbetrieb auch im Relaisbetrieb eingesetzt werden.
Zwei SEM 25 und ein EM 25 bilden die maximal mögliche Kombinationsmöglichkeit in einem Fahrzeug.
Zum Betrieb sind zwingend erforderlich:
- Fahrzeug- oder Standantenne
- Antennenabstimmgerät AGAT
- Transientenschutz (Überspannungsschutz)
- Handapparat H-33F/P
- alternativ dazu Sprechsatz
- optional Lautsprecher
- notwendige Kabelsätze

In gepanzerten Fahrzeugen bilden Teile der Bordverständigungsanlage (BV-Anlage) weitere Komponenten der Peripherietechnik.
Im ortsfesten Betrieb ermöglichen Fernbesprech- und Ortsbesprechgerät den weit abgesetzten Betrieb vom eigentlichen Funkgerät z. B. aus Gefechtsständen.
In gepanzerten Fahrzeugen wurden die Geräte bereits fest vorab eingeplant und die Einbauvorrichtungen im Fahrzeug schon installiert.
Für ungepanzerte Fahrzeuge gab es besondere Einbausätze und Einbauvorschriften in den entsprechenden gerätebegleitenden Vorschriften.

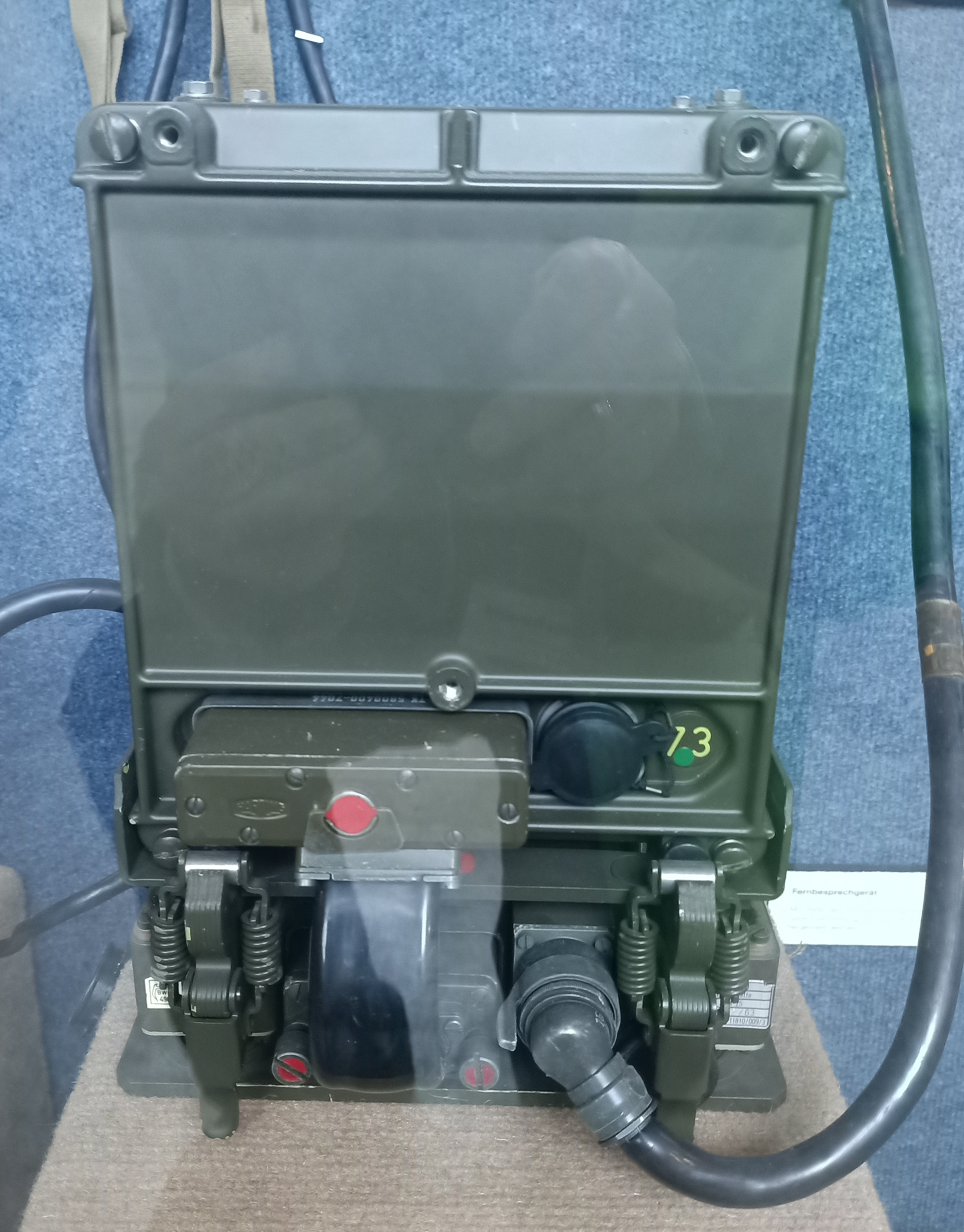
EM 25
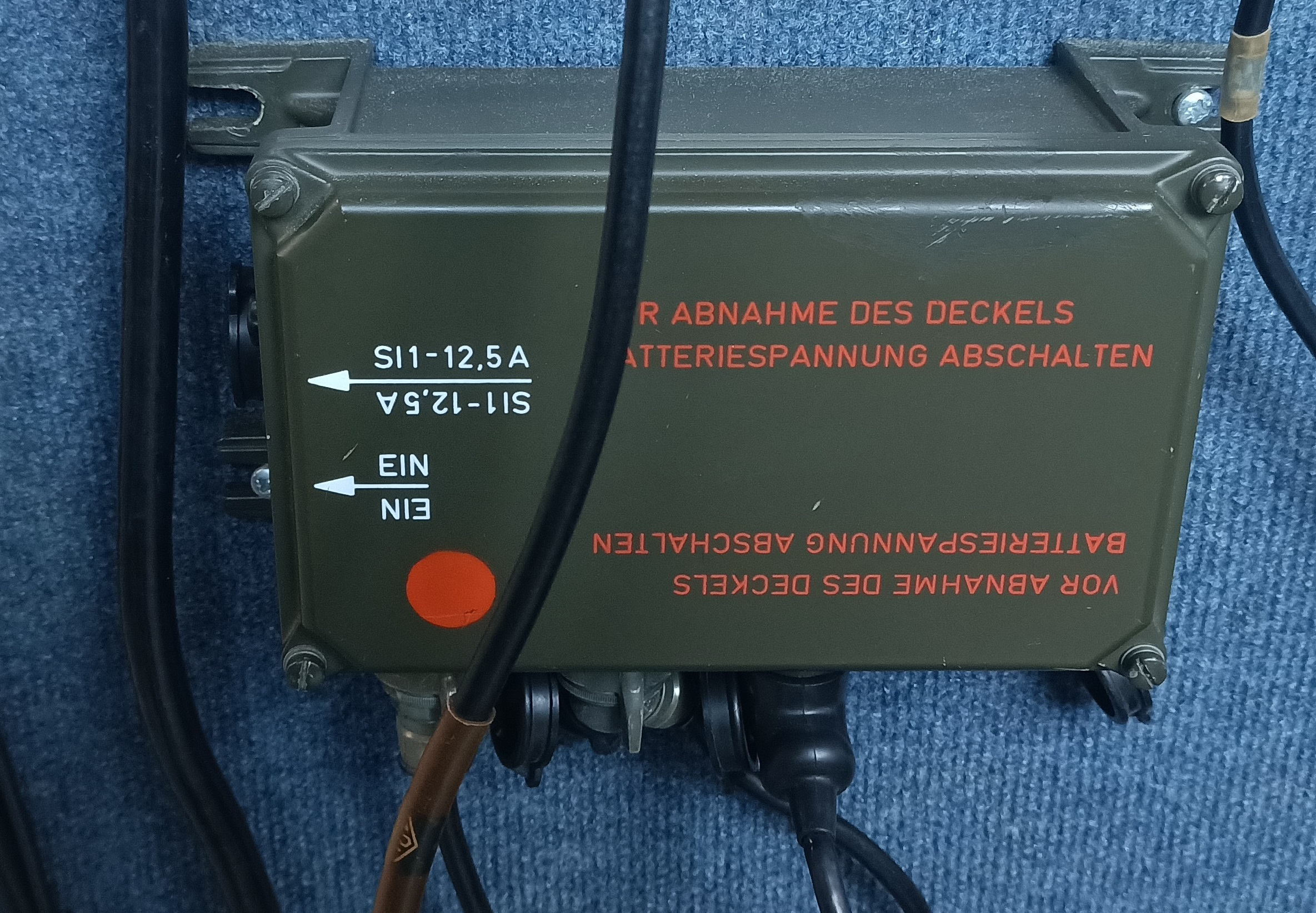
Überspannungsschutz
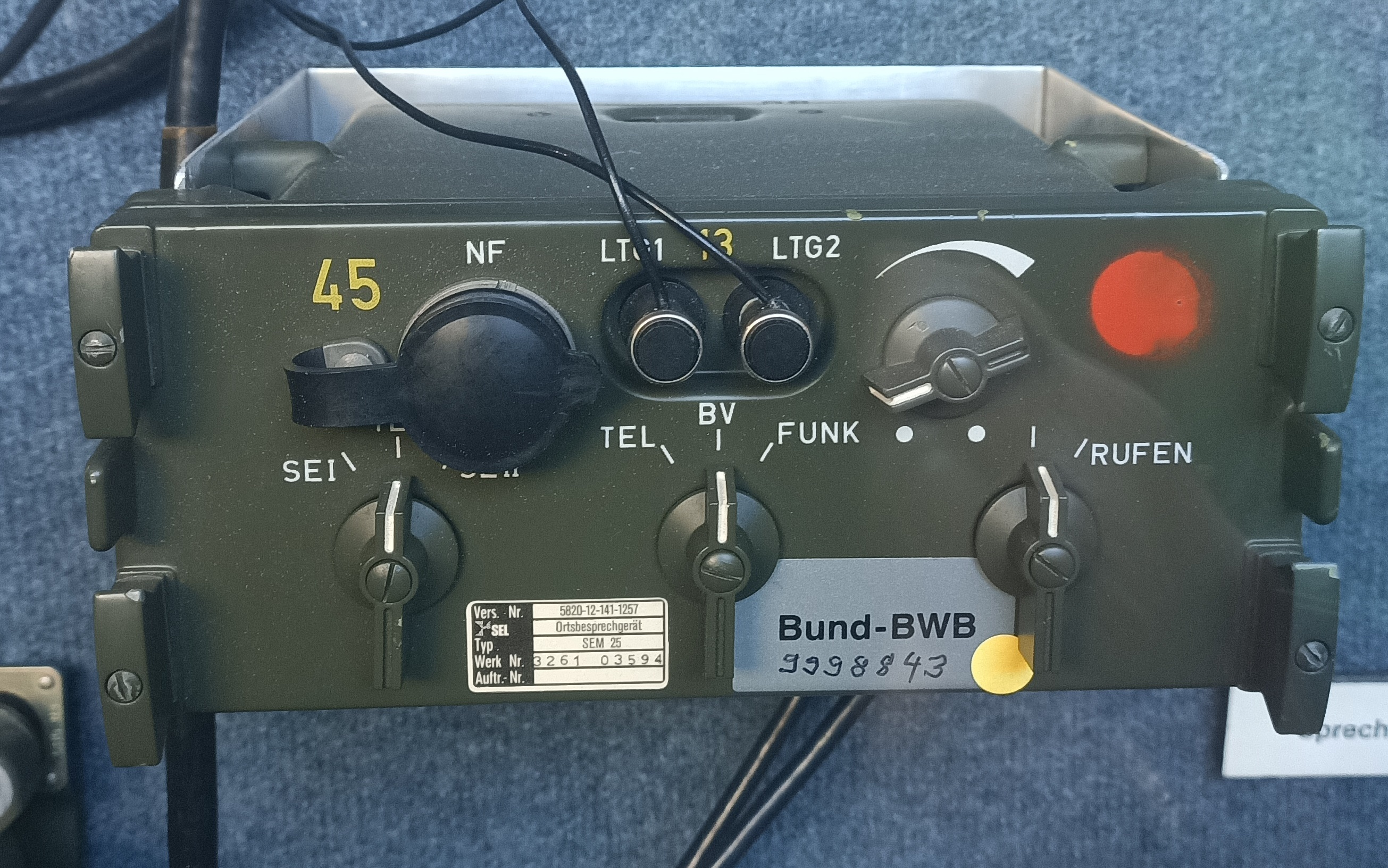
Ortsbesprechgerät
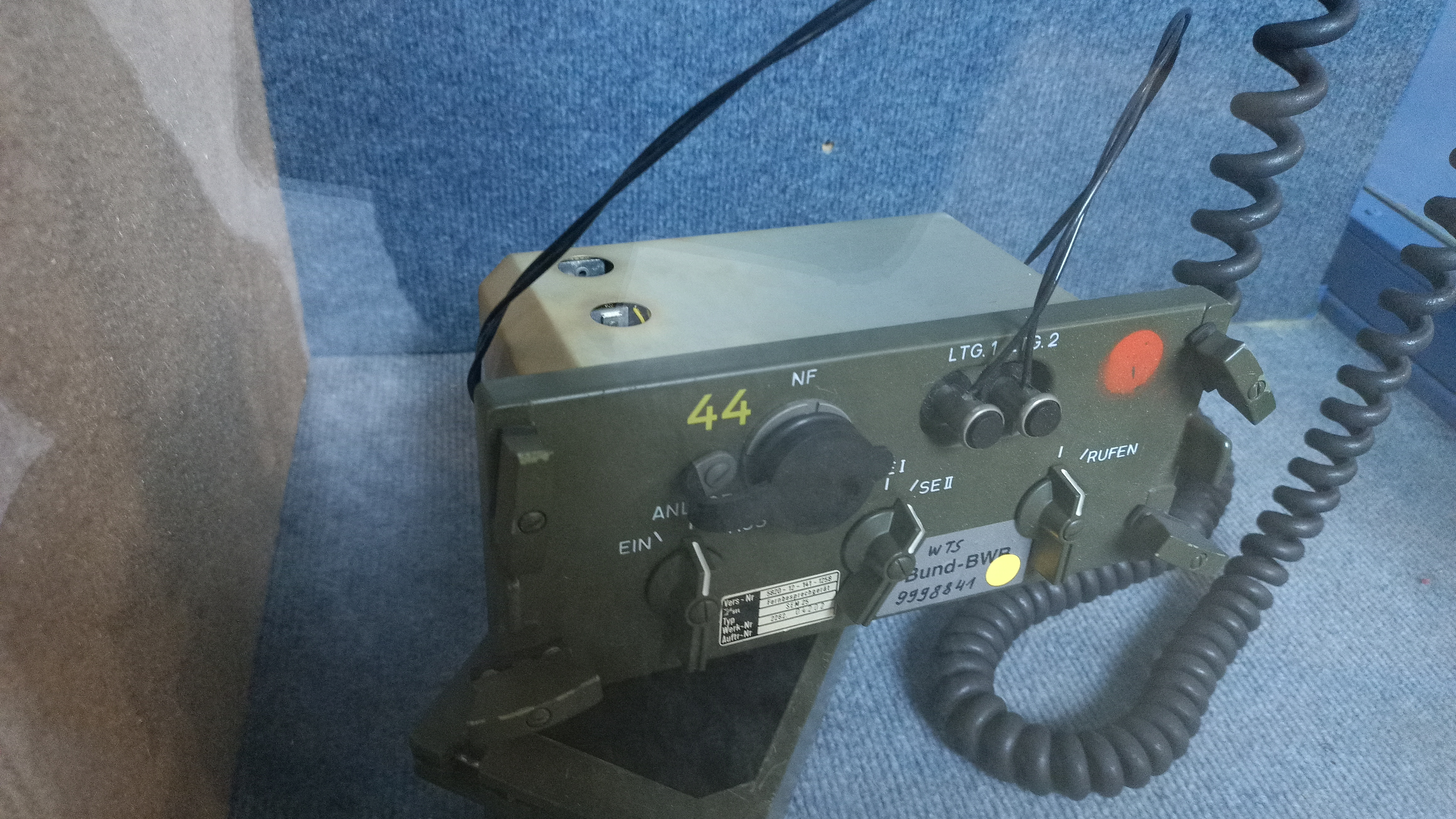
Fernbesprechgerät
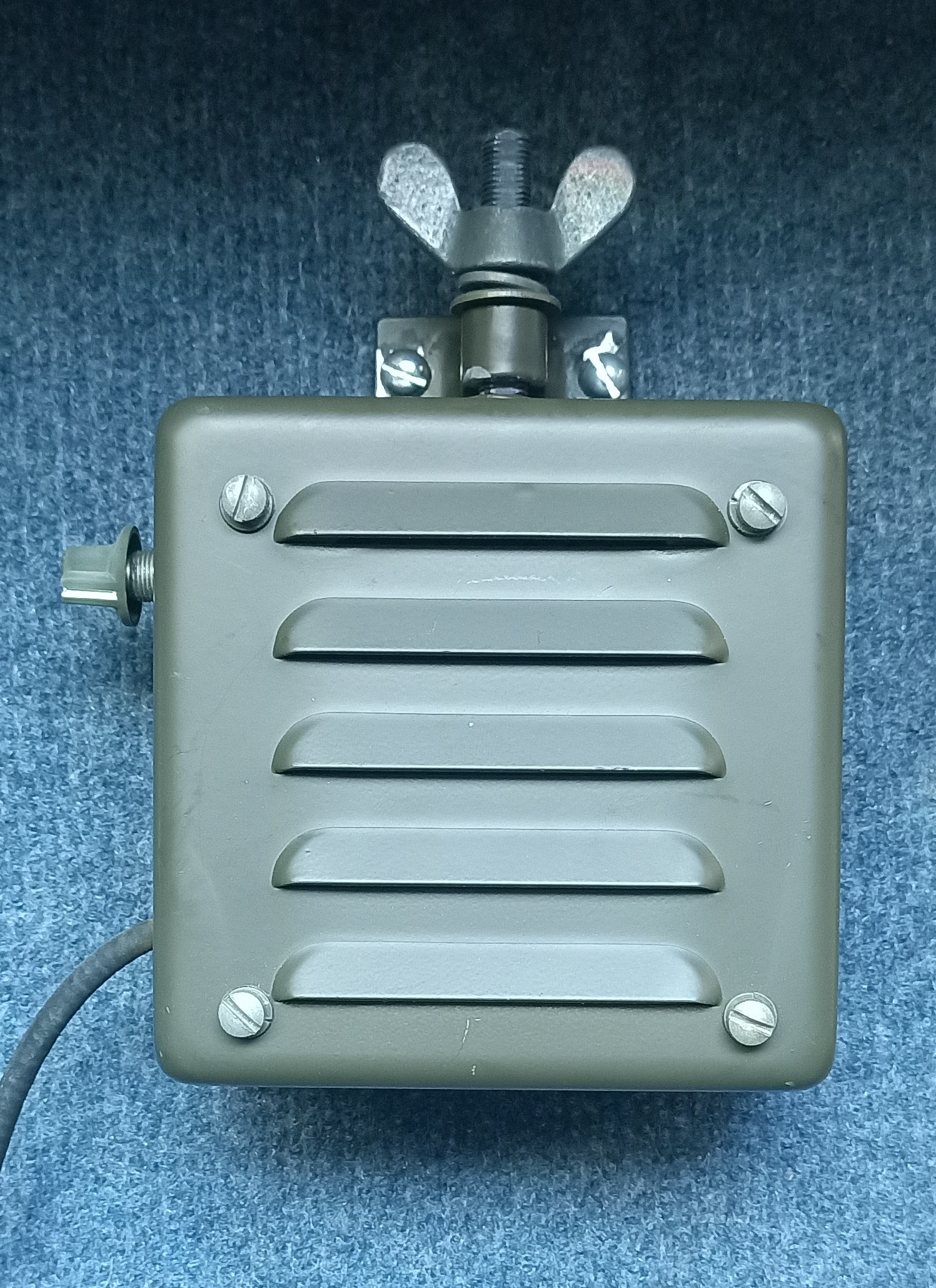
Lautsprecher
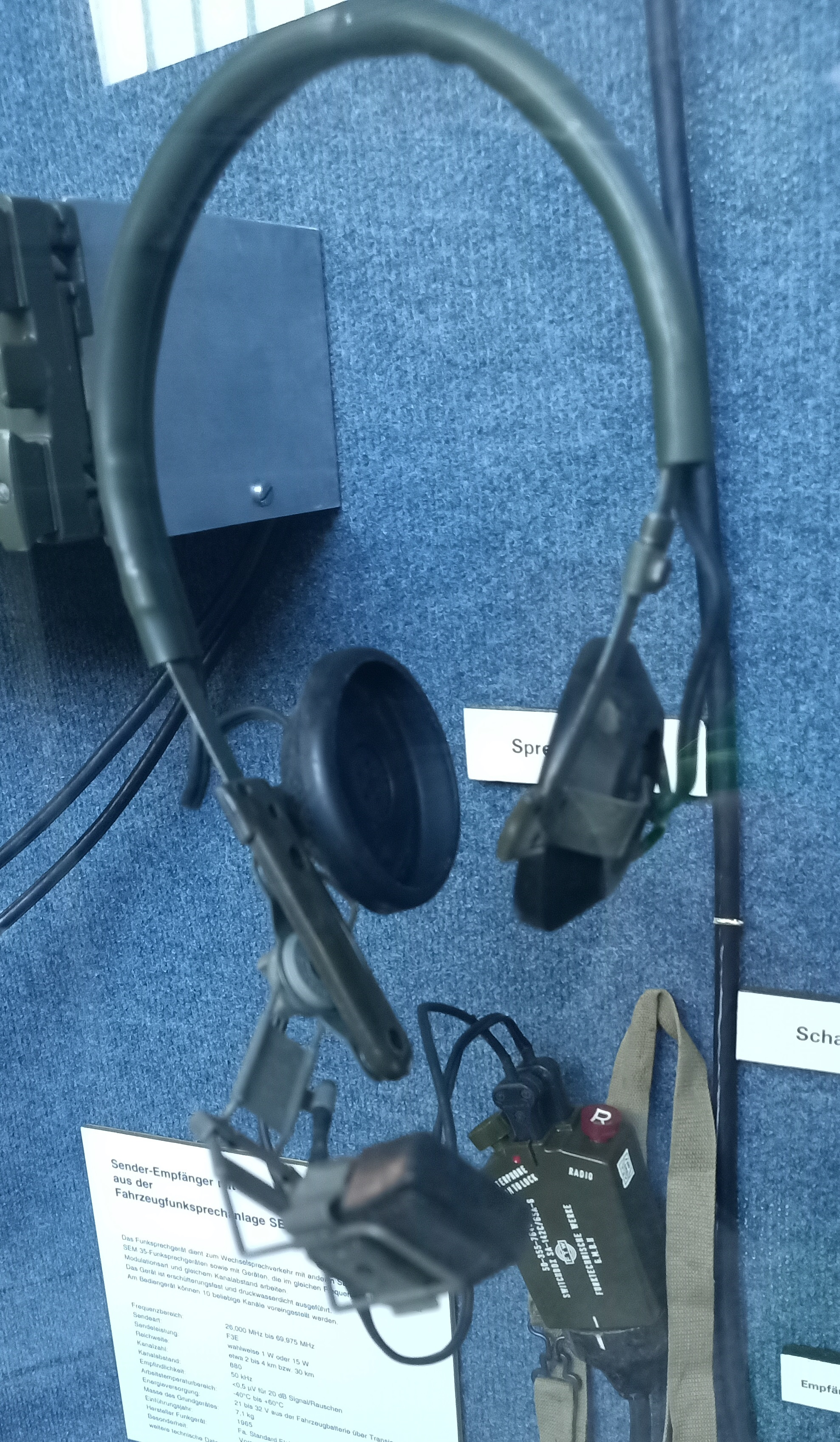
Kopfhörer/ Sprechsatz
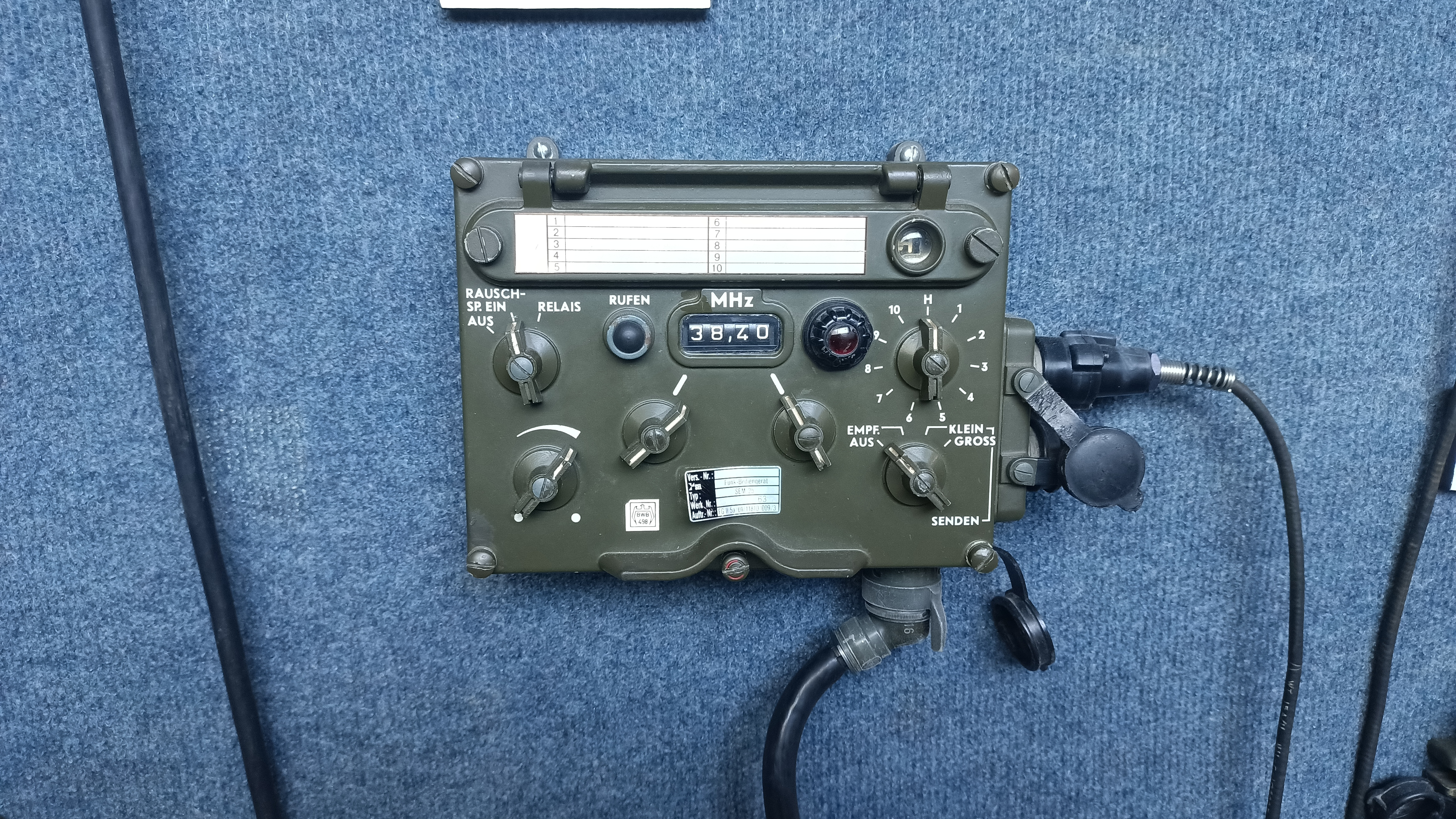
Funkbediengerät
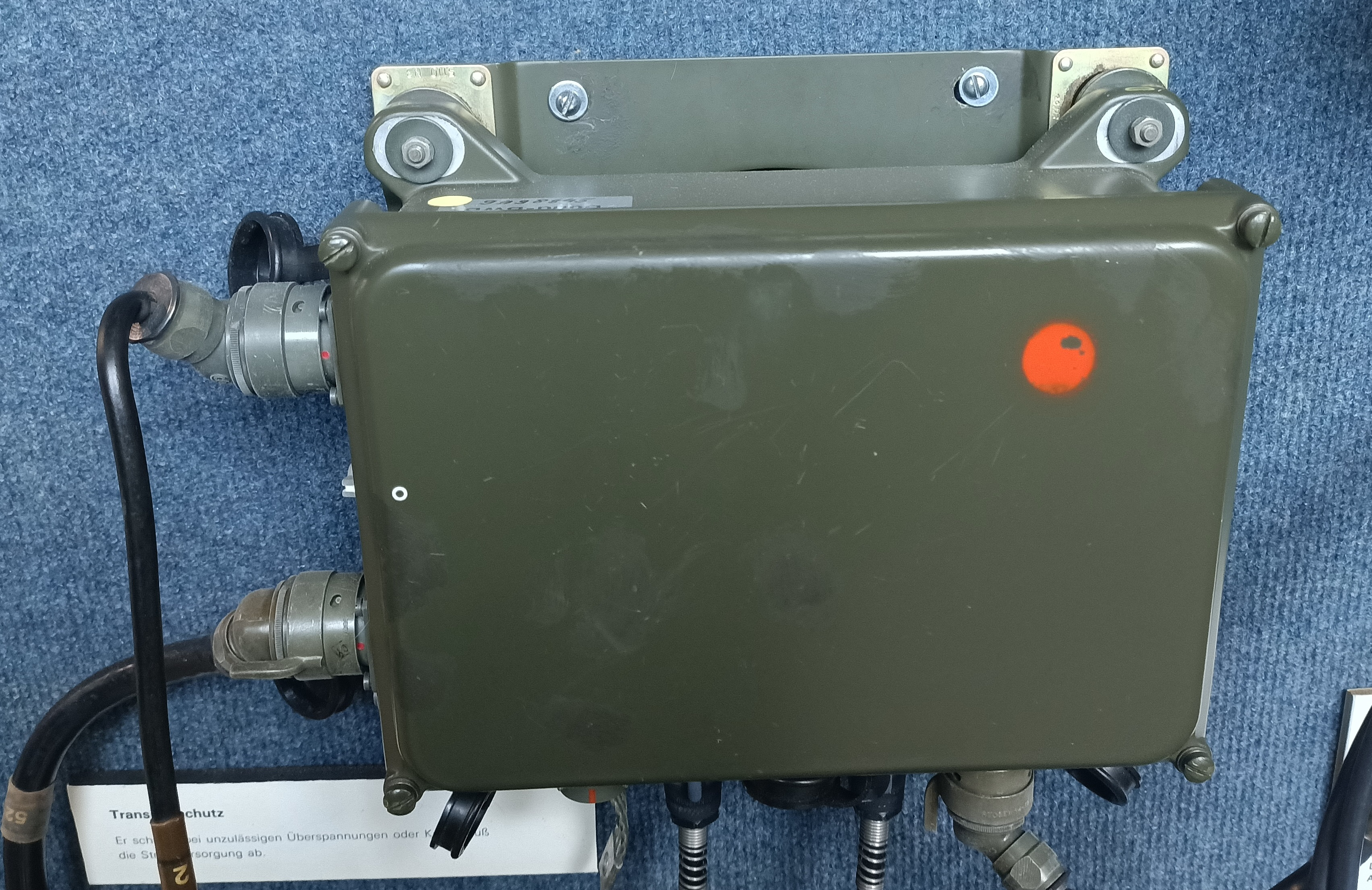
BV-Verstärker
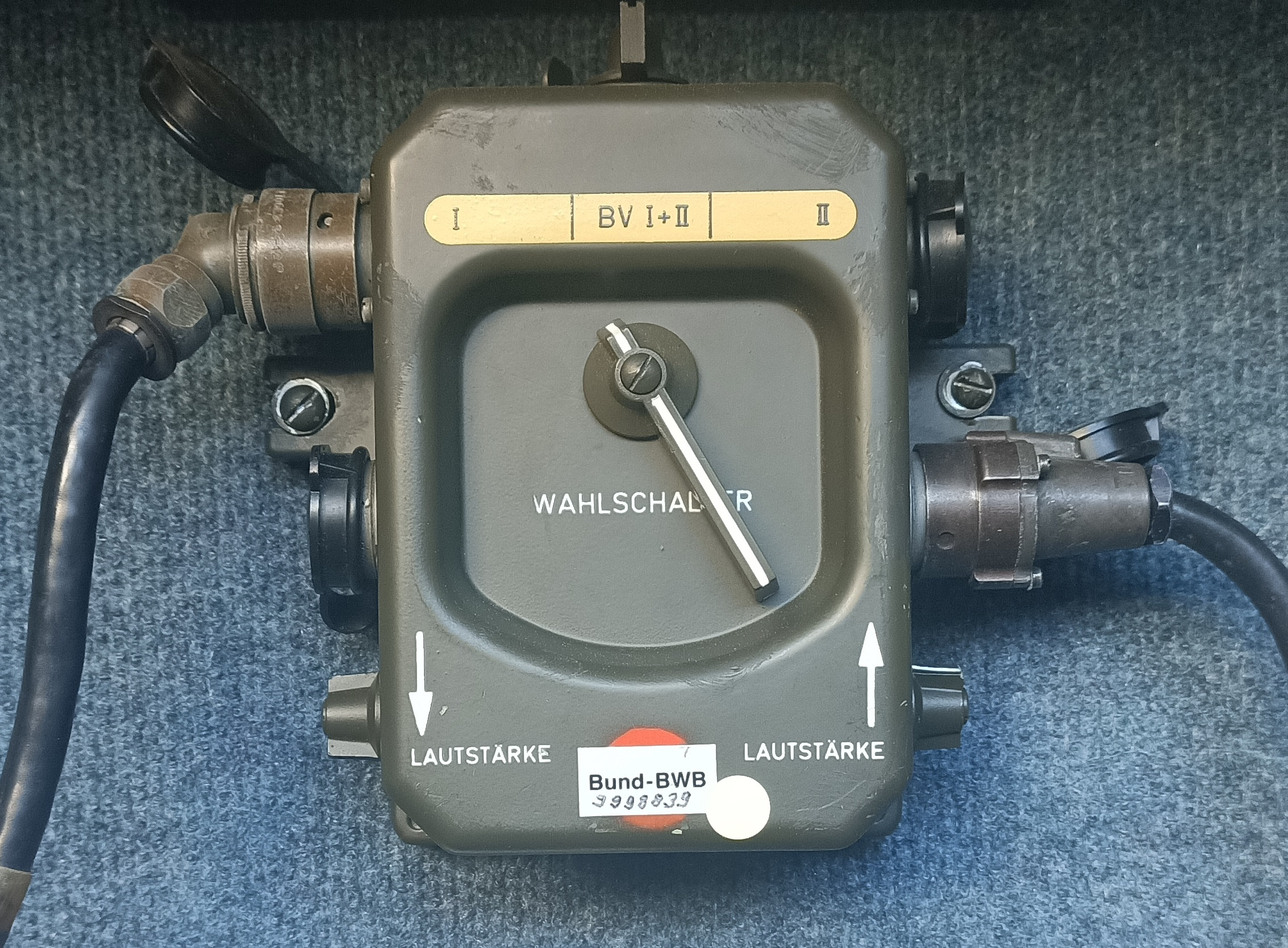
BV-Gerät
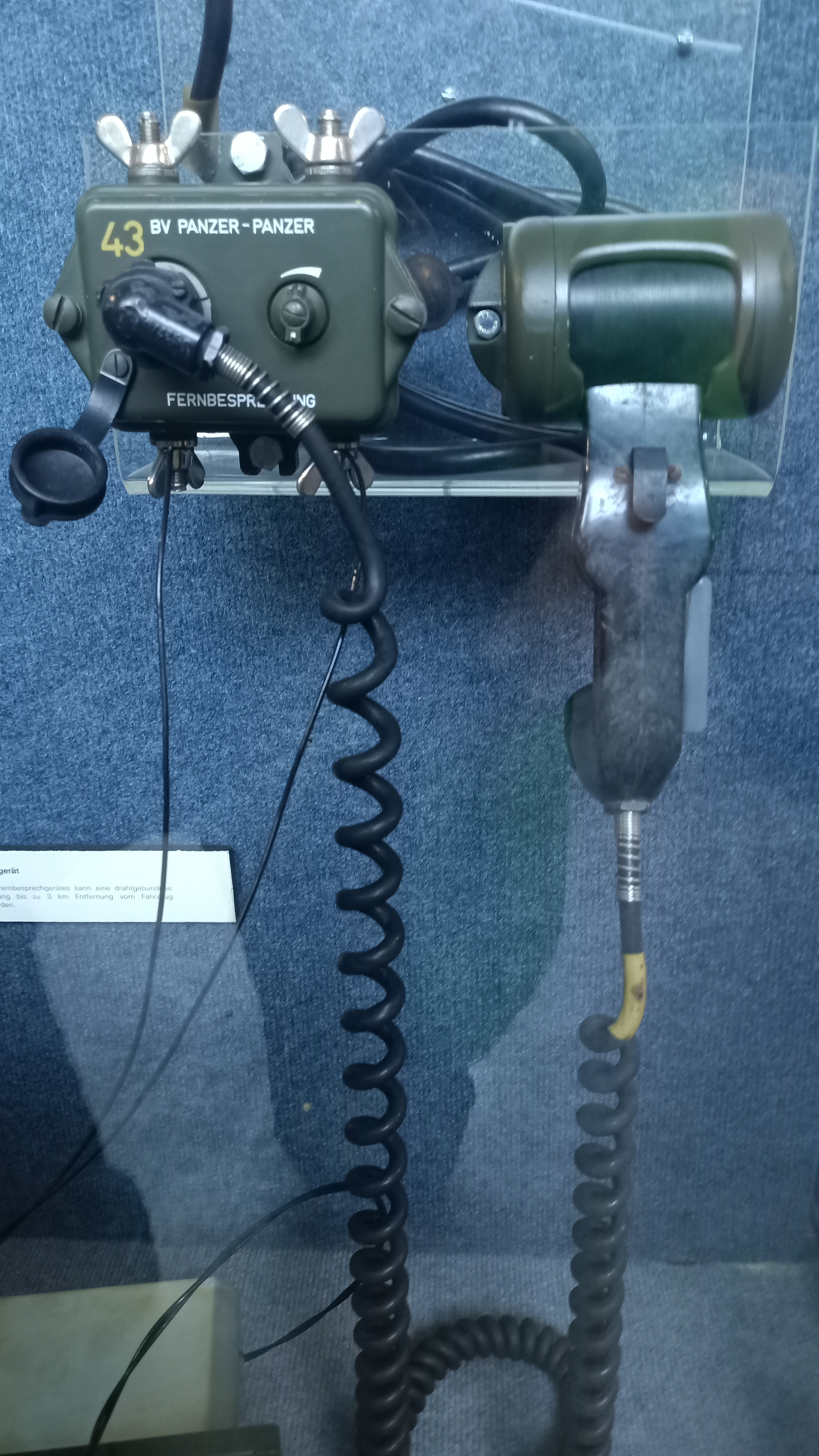
Hand- apparat
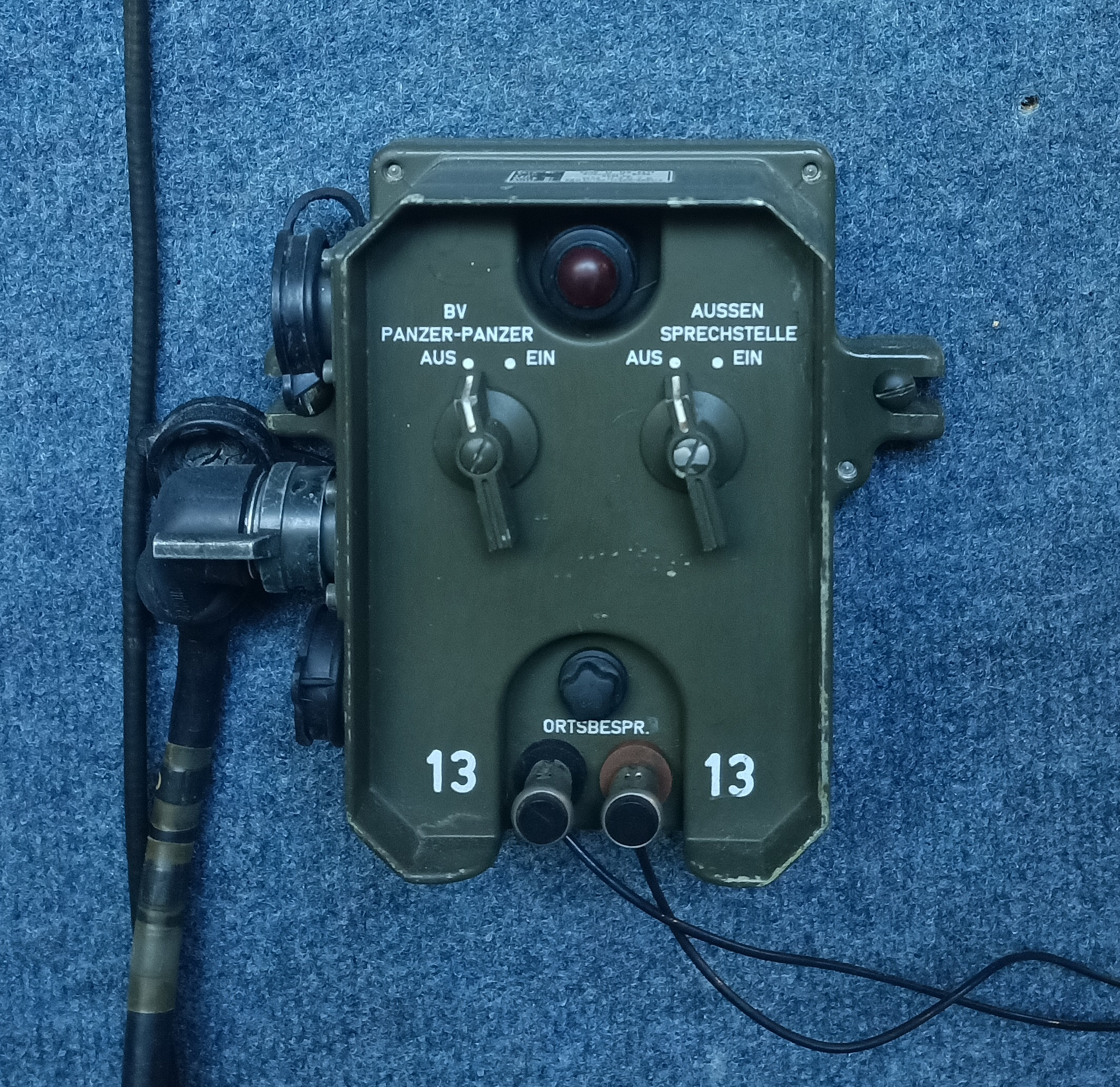
Aussenbord-bediengerät
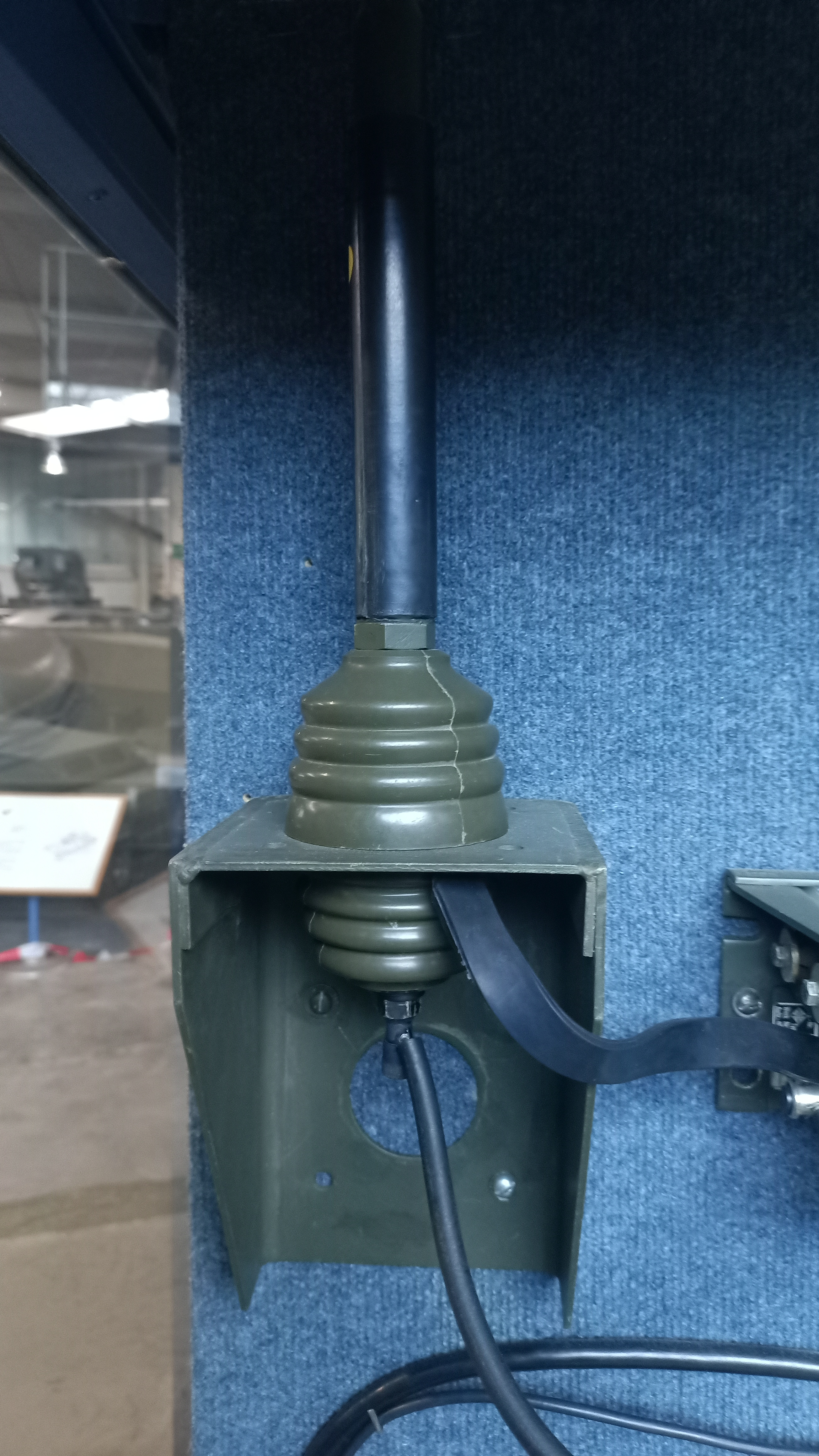
Antennen- träger
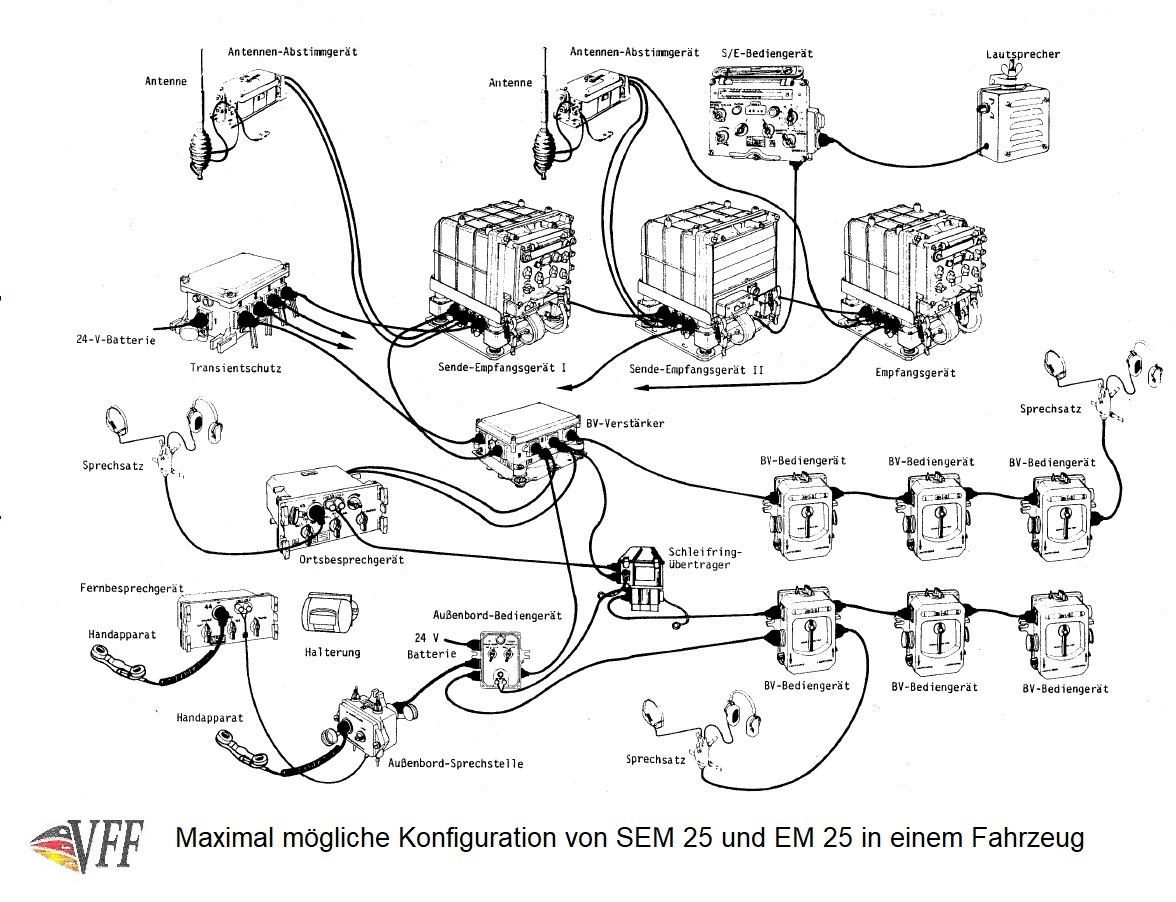
Konfiguration der Komponenten

## Funktion und Betrieb
Das Gerät arbeitet im Frequenzbereich von 26,00 bis 69,95 MHz mit einem Raster von 50 kHz und hat somit 880 Kanäle. Zehn Frequenzen können voreingestellt werden. Der Sender ist in zwei Leistungsstufen schaltbar: 1 W und 15 W. Als Modulationsart kommt FM G3 zum Einsatz.

## Peripherietechnik und Einsatz

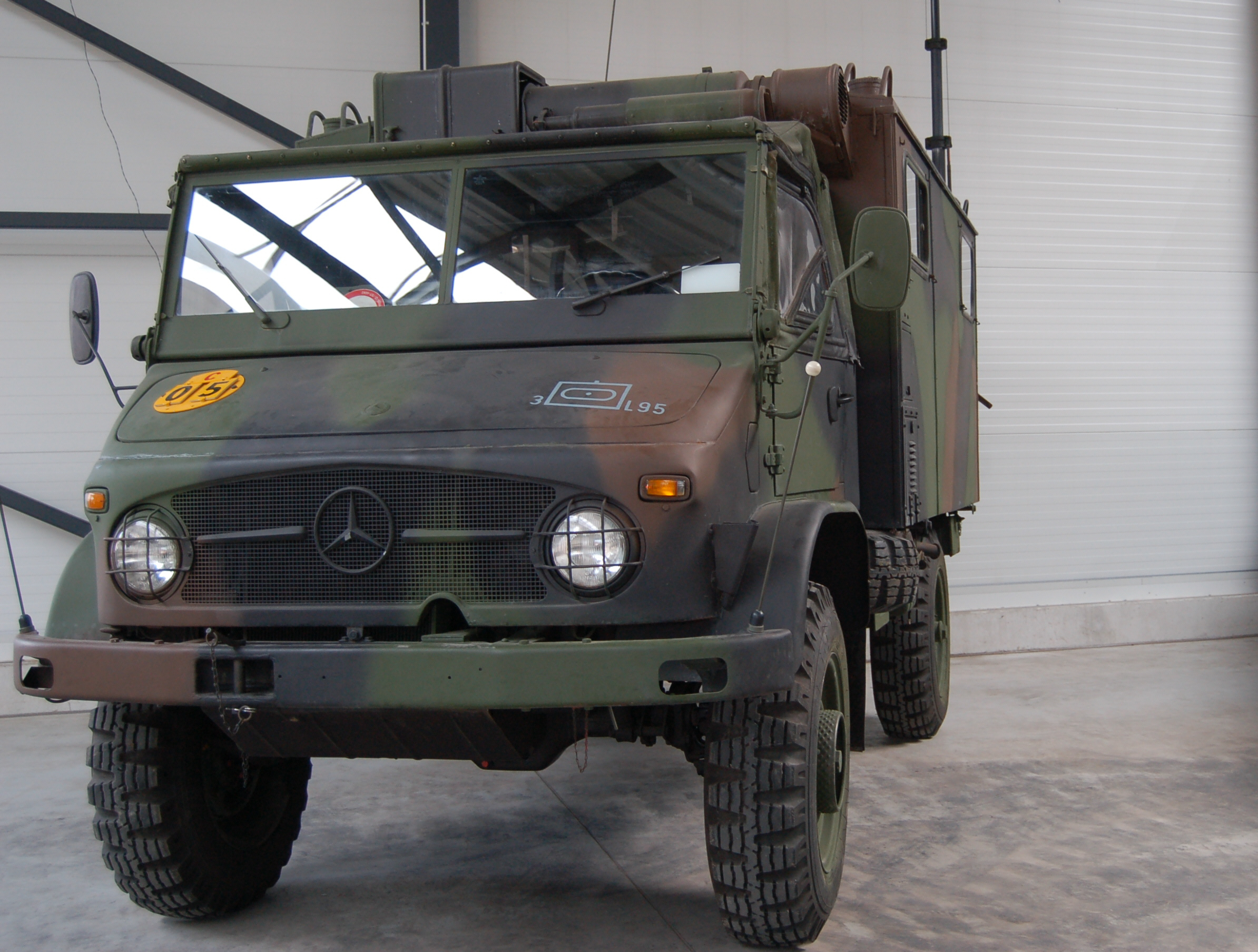
LKW 1,5t gl Rüstsatz Funk

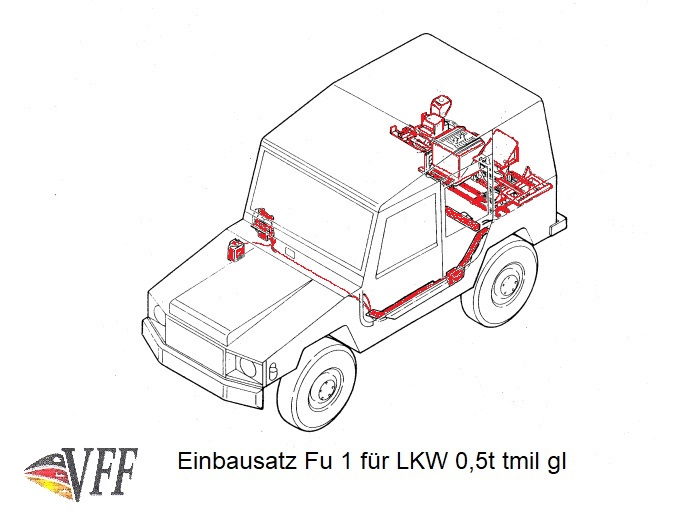
SEM 25 im LKW 0,5t tmil gl

Die Kombination von zwei SEM 25 erlaubt Relaisbetrieb. Voraussetzung hierfür ist, dass bei beiden Geräten die Grundplatten über den Anschluss 52 und 51 zusammengeschlossen werden und der Betrieb auf „Relais“ gestellt wird.
Für den Funk-Schreibtrupp VHF (in einem Kofferaufbau auf LKW 1,5t gl Unimog und auch in einem MTW M113 als gepanzerter Funk-Schreibtrupp VHF) wurde das SEM 25 mit dem WT-FM-E1 AP01 MODEM (MOdulator/DEModulator mit Tonfrequenzen im Sprachband) und der Fernschreibmaschine SIEMENS T100 erweitert und konnte somit auch für das Funk-Fernschreiben verwendet werden.
Für den operativen Einsatz gibt es auch die Möglichkeit, das SEM 25 mit einem Fernbesprechgerät zu betreiben, wenn am Funkgerät das Ortsbesprechgerät angeschlossen ist. Dies ermöglicht, im Einsatz beispielsweise in einem abgesetzten Gefechtsstand zu funken, auch wenn das Fahrzeug mit dem SEM 25 weit entfernt ist oder aus einer versteckten Position oder einem Bunker heraus. Die Anbindung erfolgte mit zweiadrigem Feldkabel.
Für die Ausbildung gibt es den Funkstörsimulator ECM/FSS 209, der zwischen Handapparat und Mikrofoneingang des SEM 25 oder einer Lehranlage geschaltet werden kann.